# Chroniochilus
Chroniochilus là một chi thực vật có hoa trong họ, Orchidaceae.